# Katriel Broydo
Katriel Broydo, alternative Schreibweise Broido (geboren 1907 in Wilna, Russisches Kaiserreich, heute Vilnius, Litauen; gestorben vermutlich zum Jahresbeginn 1945 in der Ostsee) war ein jüdisch-litauischer Autor, Komponist und Theaterleiter. 

## Leben
Über Broydos Herkunft und Leben vor dem Zweiten Weltkrieg ist nur sehr wenig bekannt. Offenbar war er auch vor der deutschen Besatzungszeit in der Sowjetunion (1941 bis 1944) künstlerisch tätig. Infolge der Einrichtung eines jüdischen Ghettos in seiner Heimatstadt Wilna (Vilnius) durch die NS-Militärverwaltung wurde auch der Jude Broydo dort eingesperrt. Rasch versuchte er, gemeinsam mit Leidensgenossen wie dem Musiker Misha Veksler und dem Texter Leyb Rozental, im Ghetto so etwas wie künstlerisches Leben auf die Beine zu stellen. Broydo organisierte und inszenierte Revuen und Konzerte und leitete obendrein das Ghettotheater. Auch als Autor gilt Broydo als ergreifender Zeitzeuge jener Jahre unter dem nazistischen Terror. „Seine Liedtexte beschrieben oft das unermessliche Leid der Ghettobewohner und Lagerinsassen und nahmen direkten Bezug auf Massenerschießungen und andere NS-Gräueltaten.“ wie Kay Weniger 2008 schrieb. Nach der Auflösung des Wilnaer Ghettos wurde Broydo in ein in Lettland oder in Estland gelegenes Konzentrationslager verschleppt. Kurz vor Kriegsende ertränkten nazistische Schergen ihn wie auch Rozental in der Ostsee.